# Gading (Tanon)
Gading is een bestuurslaag in het regentschap Sragen van de provincie Midden-Java, Indonesië. Gading telt 2733 inwoners (volkstelling 2010).